# Ramnagar (Uttarakhand)
Ramnagar (Hindi रामनगर Rāmnagar) ist eine Stadt im indischen Bundesstaat Uttarakhand.
Die Stadt ist Hauptstadt des Distrikts Nainital. Ramnagar hat den Status einer Nagar Palika Parishad. Die Stadt ist in 15 Wards gegliedert. Sie hatte am Stichtag der Volkszählung 2011 insgesamt 54.787 Einwohner, von denen 28.386 Männer und 26.401 Frauen waren. Hindus bilden mit einem Anteil von ca. 56 % die größte Gruppe der Bevölkerung in der Stadt gefolgt von Muslimen mit ca. 43 %. Die Alphabetisierungsrate lag 2011 bei 81,76 %.
Die Stadt ist über Straßen und einen Bahnhof  mit dem Rest des Landes verbunden. Der Corbett-Nationalpark befindet sich ca. 10 km von Ramnagar entfernt.